# 石川定俊
石川 定俊（いしかわ さだとし、1895年（明治28年）3月24日
- 没年不明）は、昭和時代前期の台湾総督府官僚、陸軍司政長官、実業家。

## 経歴
石川龍助の長男として、秋田県秋田市に生まれる。札幌中学から東北帝国大学農学科予科にすすみ北海道帝国大学農学部を経て、1922年（大正11年）3月、東京帝国大学法学部政治学科を卒業し、台湾総督府殖産局に奉職する、高等試験行政科に合格。1924年（大正13年）10月、地方理事官に進み、台北州七星郡守に任じ、台北市助役、新竹州内務部地方課長、警務部理蕃課長、台北州警務部長、内務局土木課長、交通局鉄道部長などを歴任した。その後、1942年（昭和17年）7月に陸軍司政長官に任じ、ケドウ州（現インドネシア共和国ジャワ島中部ジャワ州）長官となった。
司政官の退任時期は不明だが、1945年（昭和20年）3月の陸軍異動情報でも名簿に記載されているため、終戦時まで就任していたと考えられる。終戦後については、1953年（昭和28年）の会社年鑑に企業の監査役として名前がみられ。しかし昭和46年には名前が消えており、また会員氏名録（学士会名簿）の昭和42・43年用に名前があるが、昭和46・47年用からは削除されているため、このころ死去したものと考えられる。

## 年表
- 1913年（大正2年）3月　札幌南高等学校卒業する[3]。
- 1914年（大正3年）9月　東北帝国大学農科大学予科に入学する[3][15]。
- 1916年（大正6年）9月　北海道帝国大学農学部農政経済科に入学する[3]。
- 1920年（大正9年）
  - 7月　同校を卒業する[3]。
  - 9月　東京帝国大学法学部政治学科に入学する[3]。
- 1922年（大正11年）
  - 3月　東京帝国大学を卒業する[3]。
  - 4月10日　台湾総督府属、殖産局糖務課勤務を命ぜられる[3]。
- 1923年（大正12年）12月　高等文官試験行政科に合格する[4]。
- 1924年(大正13年）
  - 5月3日　台湾総督府属兼任州理事官台北州勤務を命ぜられる[16]。
  - 10月20日 台湾総督府台北州七星郡郡守を命ぜられる[17]。
- 1925年（大正15年）12月22日　台湾総督府台北市助役を命ぜられる[18]。
- 1927年（昭和2年）7月27日　台湾総督府新竹州勤務を命ぜられる[19]。
- 1928年（昭和3年）10月8日　台湾総督府台中州勤務を命ぜられる[20]。
- 1929年（昭和4年）12月14日　台湾総督府新竹州警務部長を命ぜられる[21]。
- 1931年（昭和6年）5月16日　台湾総督府事務官兼属、台湾総督府警務局理蕃課長、総督府警視を命ぜられる[22]。
- 1936年（昭和11年）10月20日　台湾総督府内務局土木課長を命ぜられる[23]。
- 1940年（昭和15年）
  - 7月8日　台湾総督府交通局理事、鉄道部長兼鉄道従業員教習所長を命ぜられる[5][6]。
  - 10月24日　台湾総督府臨時情報部参与を命ぜられる[24]。
- 1942年（昭和17年）
  - 3月28日　日本軍がオランダ領東インドを占領し軍政を布く[25]。
  - 7月3日　陸軍司政長官に任じられ、ケドウ州長官（ジャワ島）を命ぜられる[7]。

## 栄典
叙位
- 従七位　1924年（大正13年）9月1日[26]
- 正七位　1926年（大正15年）2月1日[27]
- 従六位　1928年（昭和3年）5月1日[28]
- 正六位　1930年（昭和5年）11月15日[29]
- 従五位　1933年（昭和8年）8月15日[30]
- 正五位　1938年（昭和13年）9月1日[31]
- 従四位　1943年（昭和18年）5月1日[32]

勲章・その他
- 勲六等瑞宝章　1935年（昭和10年）5月11日[33]
- 勲五等瑞宝章　1939年（昭和14年）5月27日[34]
- 勲四等瑞宝章　1940年（昭和15年）4月29日[35]
- 勲三等瑞宝章　1943年（昭和18年）6月9日[36]
- 紀元二千六百年記念章　1941年（昭和16年）11月10日[37]